# 延岡市立図書館
延岡市立図書館（のべおかしりつとしょかん）は宮崎県延岡市本小路にある市立図書館。
1ヶ所の図書館と3ヶ所の分館がある。

## 沿革
- 1918年（大正07年）7月：宮崎県立延岡図書館として開館。
- 1937年（昭和12年）2月19日：隣接していた延岡市庁舎の火災により全焼。
- 1939年（昭和14年）8月：全焼した図書館を再建。
- 1947年（昭和22年）4月：延岡市に移管し延岡市立図書館に変更。
- 1964年（昭和39年）12月：旭化成が新館を新築し寄贈。
- 1997年（平成09年）2月：社会教育センター隣地に移転。
  - 公立公民館、多目的ホール等を併設した複合施設「カルチャープラザのべおか」となる。

## アクセス
- 宮崎交通バス 「保健福祉大学」行き、恒富･大瀬町経由「イオン延岡」行き乗車、「市役所前」下車徒歩10分

## 分館・分室
- 北方分館 - 2001年（平成13年）、北方町立図書館として設置。歯科医院と併設し、雑誌コーナーを歯科の待合室と兼用している。
- 北浦分館
- 北川分館

## 移動図書館
- ふくろう号

## 周辺施設
- 内藤記念館 - 西側に隣接。
- 延岡市立岡富中学校 - 北向かいに位置。